# Kamzuiger

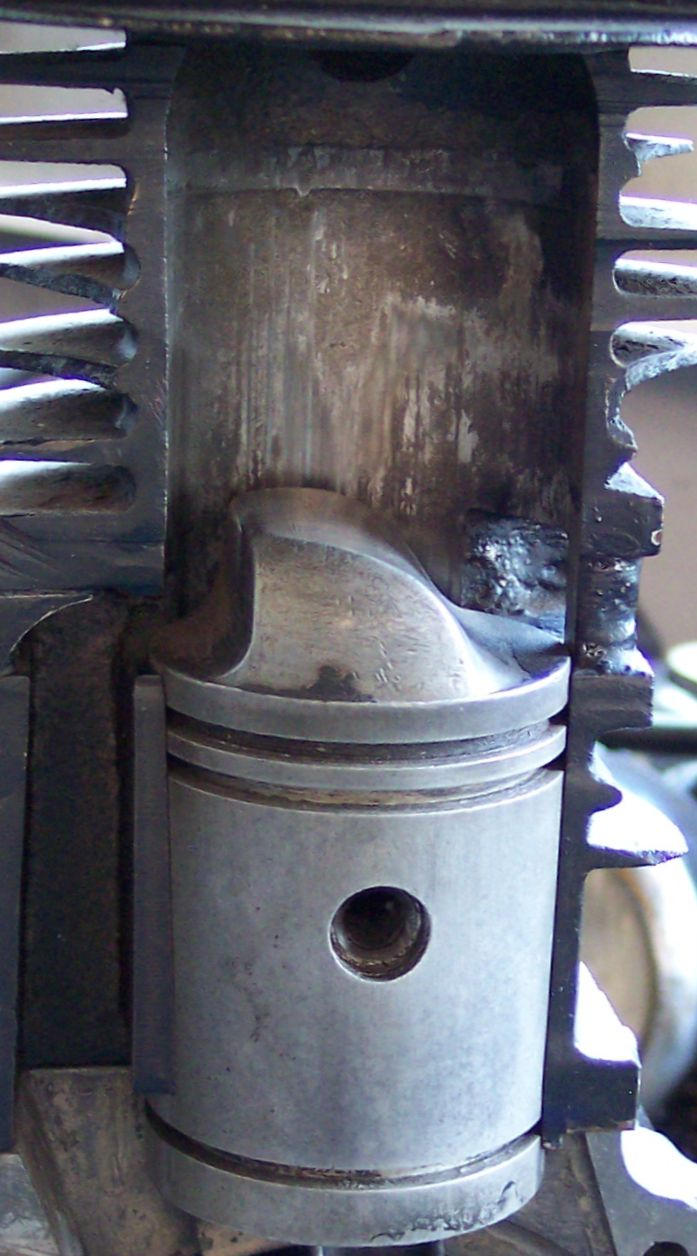
zuiger met kam

Kamzuiger is een type zuiger dat in het verleden bij tweetaktmotoren werd gebruikt.
Boven op de zuiger was een verhoging aangebracht (de kam), die de gassen moest geleiden, anders kon er midden boven de zuiger een gebied ontstaan met stilstaande gassen of kon het inlaatgas rechtstreeks doorstromen naar de uitlaatpoort. Het nadeel van de kamzuiger is dat de kam de massa van de zuiger groter maakte, ook zorgde de kam ervoor dat de vorm van de verbrandingskamer te veel afweek van de ideale (cilindrische of half-bolvormige) vorm.